# Chtchoutchinsk
Chtchoutchinsk (en kazakh Щучинск) est une localité du centre-nord du Kazakhstan, située à 75 kilomètres au sud de Kokchetaou. Elle est le chef-lieu du district de Bourabaï, dans l'oblys d'Aqmola.

## Démographie
La population, après avoir crû jusqu'en 1991 pour atteindre 56 000 personnes, a chu pour atteindre un plus bas en 2004 (41 561 habitants). Depuis cette date, la localité regagne peu à peu des niveaux supérieurs à 45 000 habitants.
| Année | Population |
| ----- | ---------- |
| 1959  | 39 208     |
| 1970  | 40 432     |
| 1979  | 47 948     |
| 1989  | 55 539     |
| 1999  | 45 254     |
| 2009  | 44 106     |
| 2012  | 45 004     |

## Personnalités liées à la ville
- Alexandre Tchoudakov (1938-2005), écrivain russe.
- Vladimir Smirnov (1964-), skieur de fond russe soviétique puis kazakhstanais, multiple médaillé olympique.
- Svetlana Kapanina (1968-), aviatrice russe, membre de l'équipe nationale de voltige aérienne russe.
- Nikolay Chebotko (1982-2021), fondeur kazakhstanais d'origine ukrainienne.